# Beacon Pictures
Beacon Pictures ist eine US-amerikanische Filmproduktionsgesellschaft. Sie wurde 1990 gegründet. Einer der Mitbegründer ist Armyan Bernstein. Seit 2002 ist Beacon Communications LLC, so der formelle Name, Bestandteil der Holding Pictures Distributing Company, die im Besitz von Bernstein und Charlie Lyons ist.

## Zusammenarbeiten mit großen Filmstudios

### Buena Vista Pictures/Touchstone Pictures
Beacon arbeitete bereits mehrmals mit der Walt-Disney-Tochtergesellschaft Buena Vista Pictures zusammen, gemeinsam mit deren Label Touchstone Pictures entstanden unter anderem Andrew Davis’ Actionfilm Jede Sekunde zählt – The Guardian mit Kevin Costner und Ashton Kutcher oder Wolfgang Petersens Thriller Air Force One mit Harrison Ford als Präsident der Vereinigten Staaten und Gary Oldman als russischer Entführer.

### Time-Warner-Konzern
New Line Cinema
Beacon produzierte gemeinsam mit New Line Cinema das Politdrama Thirteen Days. Allerdings ist New Line Cinema weder im Vorspann, im Abspann noch auf dem DVD-Case aufgeführt.
Warner Bros. Pictures
Mit Warner Bros. Pictures entstand 2005 der Hightech-Thriller Firewall von Richard Loncraine, in dem unter anderem Harrison Ford, Paul Bettany und Virginia Madsen mitwirkten.

### Universal Pictures
Beacon produzierte 2001 mit Universal Pictures Tony Scotts Spy Game – Der finale Countdown mit Robert Redford und Brad Pitt. 2006 entstand gemeinsam mit der NBC-Universal-Tochter Children of Men mit Clive Owen, Julianne Moore und Michael Caine.